# Hanne Jørna
Hanne Jørna (født 29. januar 1949) er en dansk skuespiller.
Jørna er uddannet fra Statens Teaterskole i 1974.

## Filmografi
- Attentat (1980)
- Det forsømte forår (1993)
- Kun en pige (1995)

### Tv-serier
- Fiskerne (1977)
- En by i provinsen (1977-1980)
- Anthonsen (1984)
- Nissebanden (1984)
- Kald mig Liva (1992)
- Strenge tider (1994)
- Bryggeren (1996-1997)